# Diocese de Allahabad
A Diocese de Allahabad  (Latim:Dioecesis Allahabadensis) é uma diocese localizada no município de Prayagraje, no estado de Utar Pradexe, pertencente a Arquidiocese de Agra na Índia. Foi fundada em 7 de fevereiro de 1945 pelo Papa Gregório XVI como Vicariato Apostólico de Patna, em 1886 é elevado a diocese. Com uma população católica de 13.962 habitantes, sendo 0,0% da população total, possui 38 paróquias com dados de 2018.

## História
Em 7 de fevereiro de 1845 o Papa Gregório XVI cria o Vicariato Apostólico de Patna, a partir do então  Vicariato Apostólico do Tibete-Hindustan. Em 1886 o Vicariato Apostólico de Patna é elevado a diocese mudando seu nome para a atual Diocese de Allahabad. Em 1892 a diocese perde território para a formação da Prefeitura Apostólica de Bettiah. Em 1932 a Diocese de Allahabad juntamente com a Diocese de Nagpur perdem território para a formação da Prefeitura Apostólica de Jubbulpore. Em 1935 a Diocese de Allahabad, a Diocese de Ajmer e a Diocese de Nagpur perdem território para a formação da Prefeitura Apostólica de Indore. Em 1940 a Diocese de Allahabad perde território para a formação da Prefeitura Apostólica de Jhansi. No mesmo ano a Arquidiocese de Agra e a Diocese de Allahabad perdem território para a formação da Diocese de Lucknow. Por fim em 1946 a Diocese de Allahabad perde território para a formação da  Prefeitura Apostólica de Gorakhpur.

## Lista de bispos
A seguir uma lista de bispos desde a criação do vicariato apostólico em 1845, em 1886 é elevado a diocese.
|                              | Nome                              | Período     | Notas                                    |
| Bispos                       | Bispos                            | Bispos      | Bispos                                   |
| ---------------------------- | --------------------------------- | ----------- | ---------------------------------------- |
| 12º                          | Louis Mascarenhas                 | 2023-       | Atual                                    |
| 11º                          | Raphy Manjaly                     | 2013 - 2020 | Nomeado arcebispo de Agra                |
| 10º                          | Isidore Fernandes                 | 1988 - 2013 |                                          |
| 9º                           | Batista Mudartha                  | 1976 - 1988 |                                          |
| 8º                           | Alfred Fernández                  | 1970 - 1975 |                                          |
| 7º                           | Raymond D'Mello                   | 1964 - 1969 | Nomeado bispo de Glenndálocha na Irlanda |
| 6º                           | Leonard Joseph Raymond            | 1947 - 1964 | Nomeado arcebispo de Nagpur              |
| 5º                           | Joseph Angel Poli, OFM Cap        | 1917 - 1946 | Nomeado bispo de Perge na Turquia        |
| 4º                           | Pierre-François Gramigna, OFM Cap | 1904 - 1917 | Faleceu no cargo                         |
| 3º                           | Victor Gaetano Sinibaldi, OFM Cap | 1899 - 1902 | Faleceu no cargo                         |
| 2º                           | Charles Joseph Gentili, OFM Cap   | 1897 - 1898 | Nomeado arcebispo de Agra                |
| 1º                           | Francisco Pesci, OFM Cap          | 1866 - 1896 | Faleceu no cargo                         |
| Vigários apostólico de Patna |                                   |             |                                          |
| 3º                           | Anastácio Alois Hartmann, OFM Cap | 1860 - 1866 | Faleceu no cargo                         |
| 2º                           | Atanasio Zuber, OFM Cap           | 1854 - 1859 | Renunciou                                |
| 1º                           | Anastácio Alois Hartmann, OFM Cap | 1845 - 1855 | Renunciou, retorna em 1860               |